# Günther Wölfing
Günther Wölfing (* 5. März 1940 in Wasungen; † 11. August 2019) war ein deutscher Historiker und Museumsdirektor.

## Leben
Wölfing arbeitete zunächst als Lehrer und promovierte im Jahre 1968 an der Universität Jena zum Dr. phil. Das Thema seiner zweibändigen Dissertation lautete Spätmittelalterliche Volksbewegungen und Klassenkämpfe in den Städten Schmalkalden, Wasungen und Meiningen. Ab 1978 war er am im Aufbau befindlichen Agrarhistorischen Museums des Bezirkes Suhl, das seit 1990 als Hennebergisches Museum im Kloster Veßra firmiert, als Leiter der Abteilung Agrargeschichte tätig. Von 1995 bis 2003 war er Direktor des Hauses.
Wölfing war 1986 Begründer des Hennebergischen Arbeitskreises und von 1990 bis 2002 erster Vorsitzender des daraus hervorgegangenen Hennebergisch-Fränkischen Geschichtsvereins. Er publizierte zahlreiche Bücher und Aufsätze zu Themen rund um das Henneberger Land und das Kloster Veßra.
Im Dezember 2018 erfolgte seine Ernennung zum Ehrenbürger der Stadt Wasungen.

## Veröffentlichungen (Auswahl)
- Geschichte des Wilhelmiter-Klosters zu Wasungen an der Werra (= Studien zur katholischen Bistums- und Klostergeschichte. Band 16). Leipzig 1975.
- Wasungen. Böhlau, Weimar 1980.
- Der Bauernkrieg im südthüringisch-hennebergischen Raum. Suhl 1989.
- Neugründung des Hennebergisch-Fränkischen Geschichtsvereins am 11. März 1990 im Schloss Elisabethenburg zu Meiningen. Würzburg: Hennebergisch-Fränkischer Geschichtsverein, Würzburg 1990.
- Geschichte des Henneberger Landes zwischen Grabfeld, Rennsteig und Rhön. Salier, Hildburghausen 1992.
- Die Grafen von Henneberg. Abriß ihrer Geschichte. In: Günther Wölfing, Bernhard Grossmann, Thomas Witter (Hrsg.): Auf den Spuren der Henneberger. Frankenschwelle, Hildburghausen 1996.
- als Hrsg. mit Bernhard Grossmann und Thomas Witter: Auf den Spuren der Henneberger. Frankenschwelle, Hildburghausen 1996, ISBN 9783861800545.
- mit Ernst Badstübner: Amtlicher Führer Kloster Veßra. Deutscher Kunstverlag, München/Berlin 2003, ISBN 3-422-03094-8.